# Anageneza
Anageneza, transformacja filetyczna – ewolucyjna zmiana cech całej populacji danego gatunku doprowadzająca do tak istotnej różnicy w porównaniu z populacją wyjściową (początkową), że nowa populacja może być uznana za nowy gatunek biologiczny, a populacja początkowa – za gatunek wymarły. W transformacji anagenetycznej nie powstaje żadna grupa siostrzana dla nowego gatunku.
| Populacja wyjściowa (100%) | \| Transformacja \| Populacja końcowa (100%) \| \| \| Populacja końcowa (100%) \| \| \| Brak innych potomków \| \| \| \| |
|                            | \| Transformacja \| Populacja końcowa (100%) \| \| \| Populacja końcowa (100%) \| \| \| Brak innych potomków \| \| \| \| |
| Transformacja              | Populacja końcowa (100%)                                                                                                 |
|                            | Populacja końcowa (100%)                                                                                                 |
|                            | Brak innych potomków |
|                            | |